# Südfriedhof (Magdeburg)

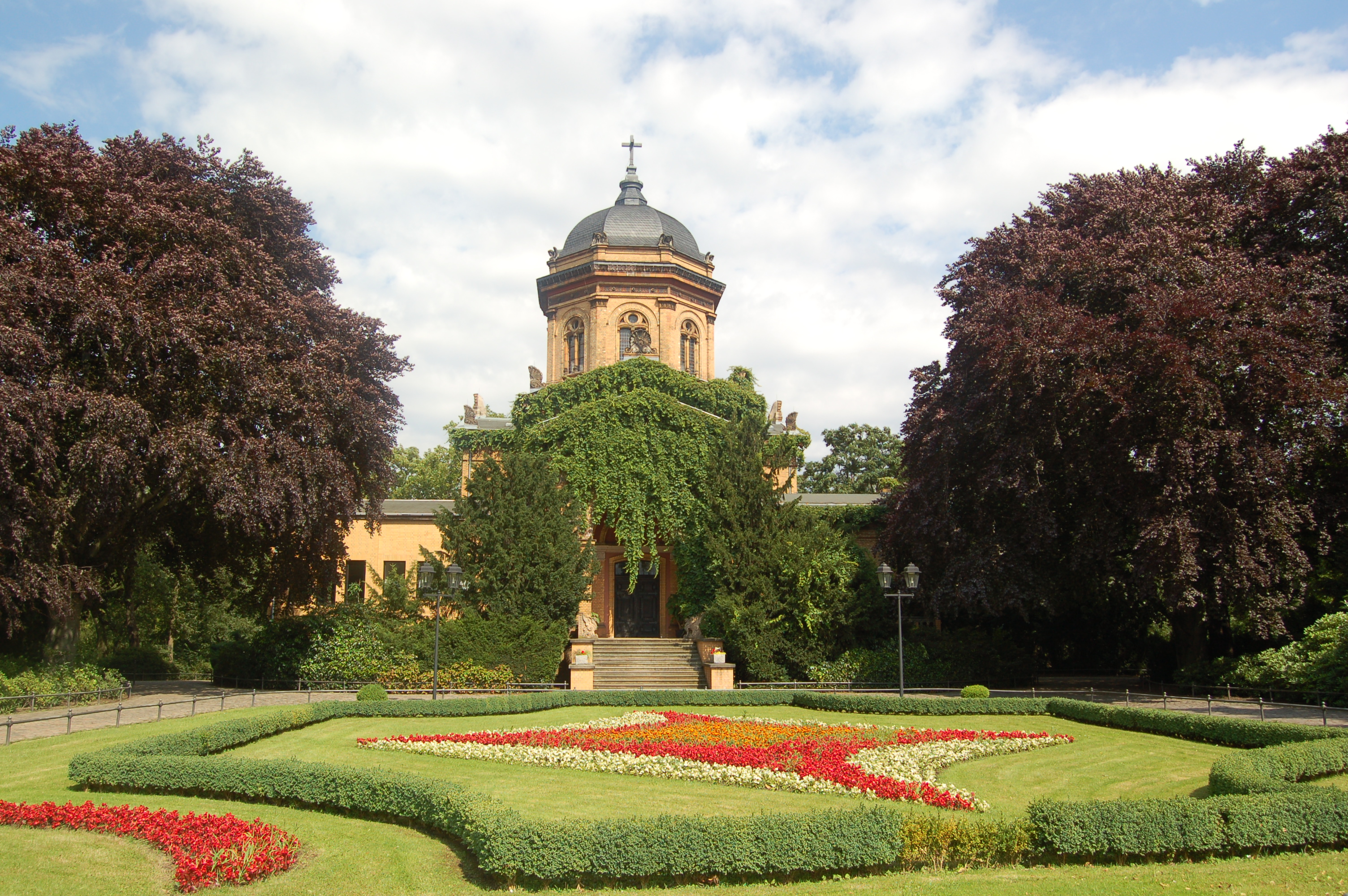
Blick zur Friedhofskapelle

Der Südfriedhof ist ein kommunaler Friedhof im Magdeburger Stadtteil Leipziger Straße (Magdeburg). Er ist mit rund 18 ha der zweitgrößte Friedhof der Landeshauptstadt.

## Lage
Der Friedhof liegt direkt an der Leipziger Straße. Er hat Zugänge von der Leipziger Straße im Westen, vom Bierer Weg im Süden, von der Försterstraße im Osten und der Raiffeisenstraße im Norden.

## Geschichte
Der Friedhof wurde am 1. November 1872 kirchlich geweiht und eröffnet. Entworfen wurde der Friedhof vom Gartendirektor Paul Viktor Niemeyer.

## Besonderheiten
1867 wurde die zentral gelegene Kapelle errichtet.
Ähnlich wie auch der Westfriedhof ist das Gelände parkähnlich gestaltet worden.
In einem Rondell in der Nähe der Kapelle befinden sich die Gräber der Oberbürgermeister Gustav Hasselbach und Friedrich Bötticher sowie der Ehrenbürger Conrad Listemann und Otto Duvigneau.
Seit 2015 gibt es auf dem Friedhof ein Naturgrabfeld, das den Trend zu Waldbestattungen aufgreift und deren Vorzüge auf die Bedingungen des städtischen Raums überträgt.

## Gräber bekannter Persönlichkeiten
- Friedrich Bötticher
- Otto Duvigneau
- Hermann Gruson
- Constantin Fahlberg
- Carl Gustav Friedrich Hasselbach
- Conrad Listemann
- Edmund Wodick

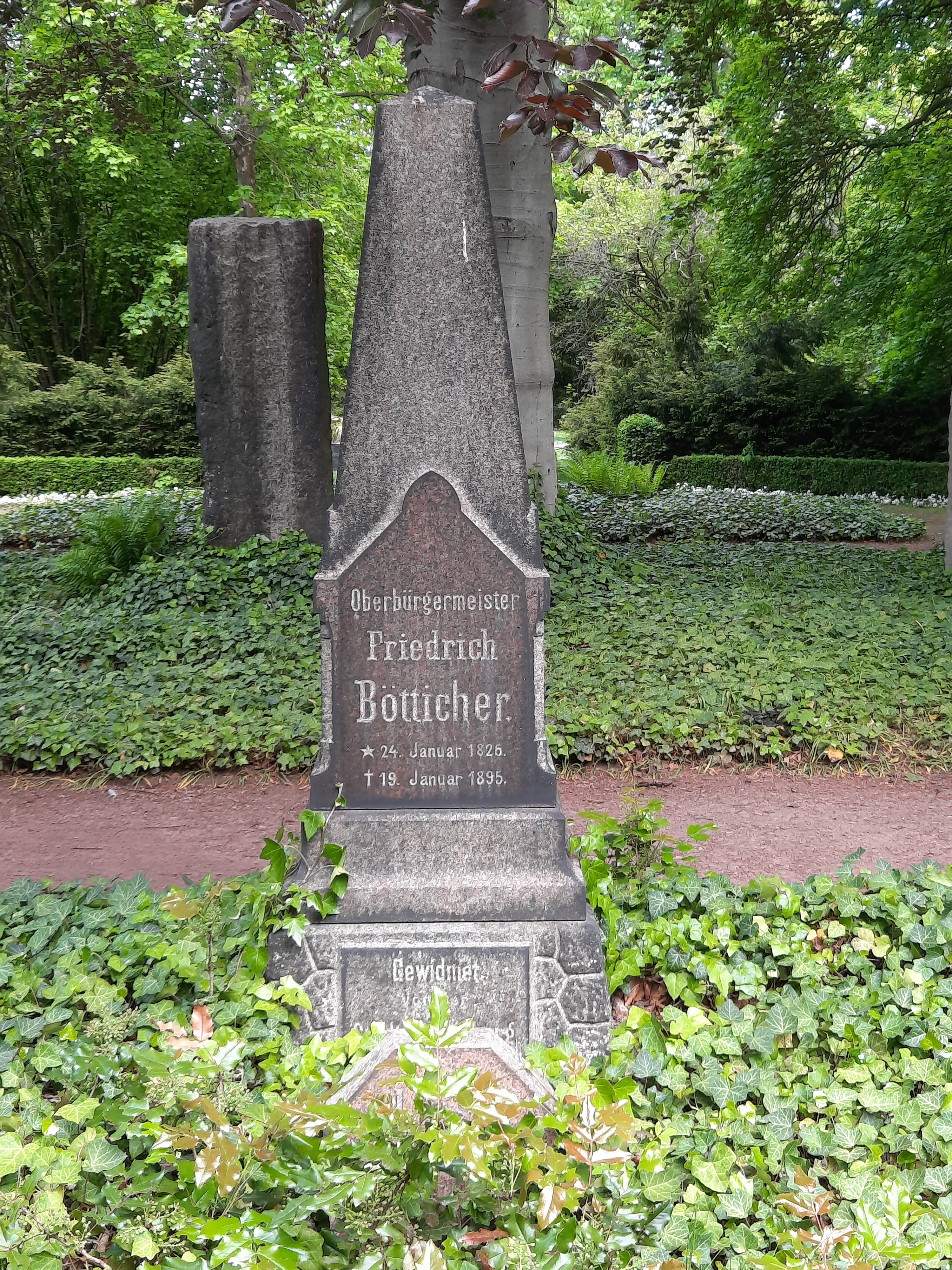
Grab Friedrich Bötticher
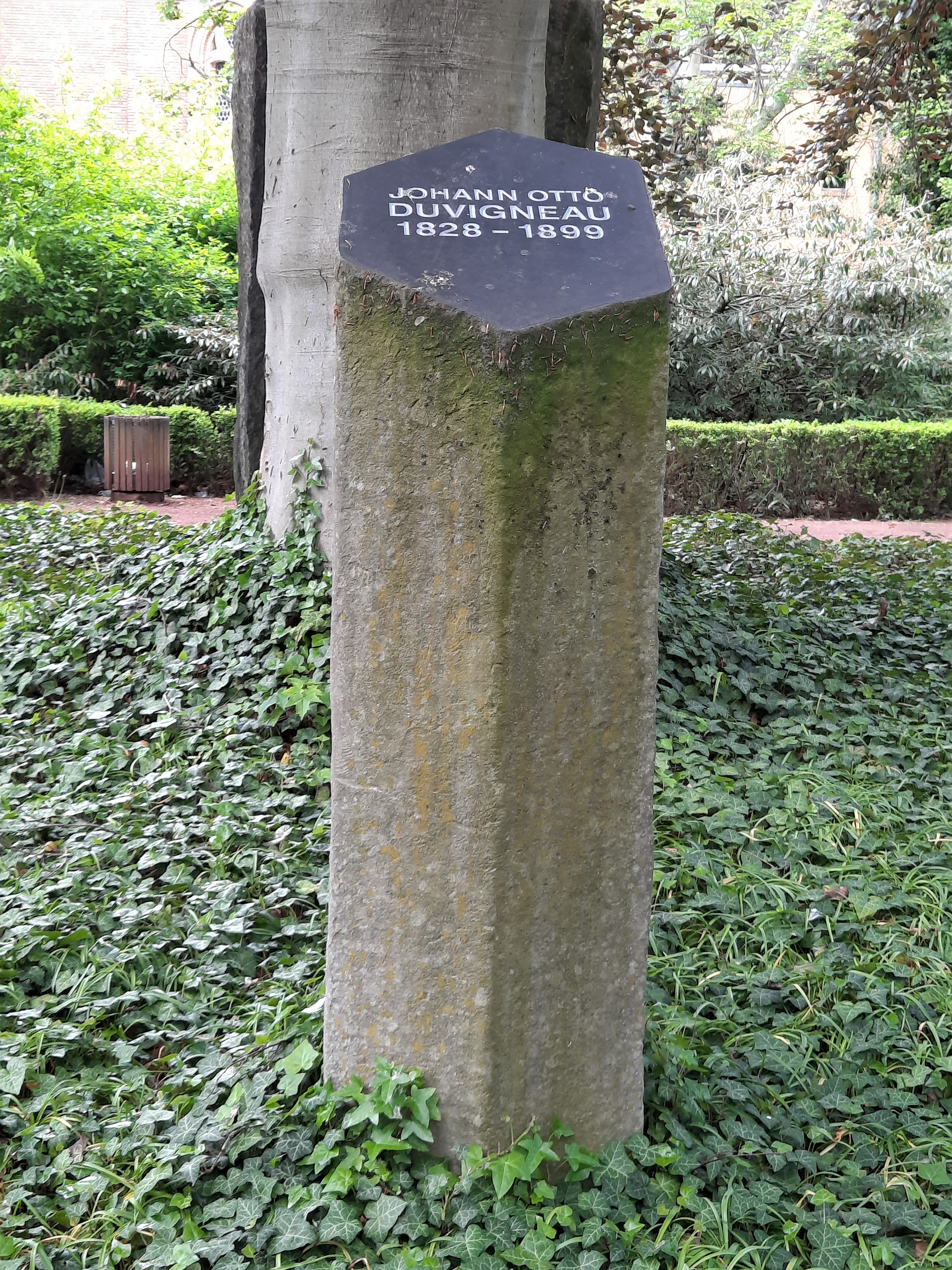
Grab Otto Duvigneau
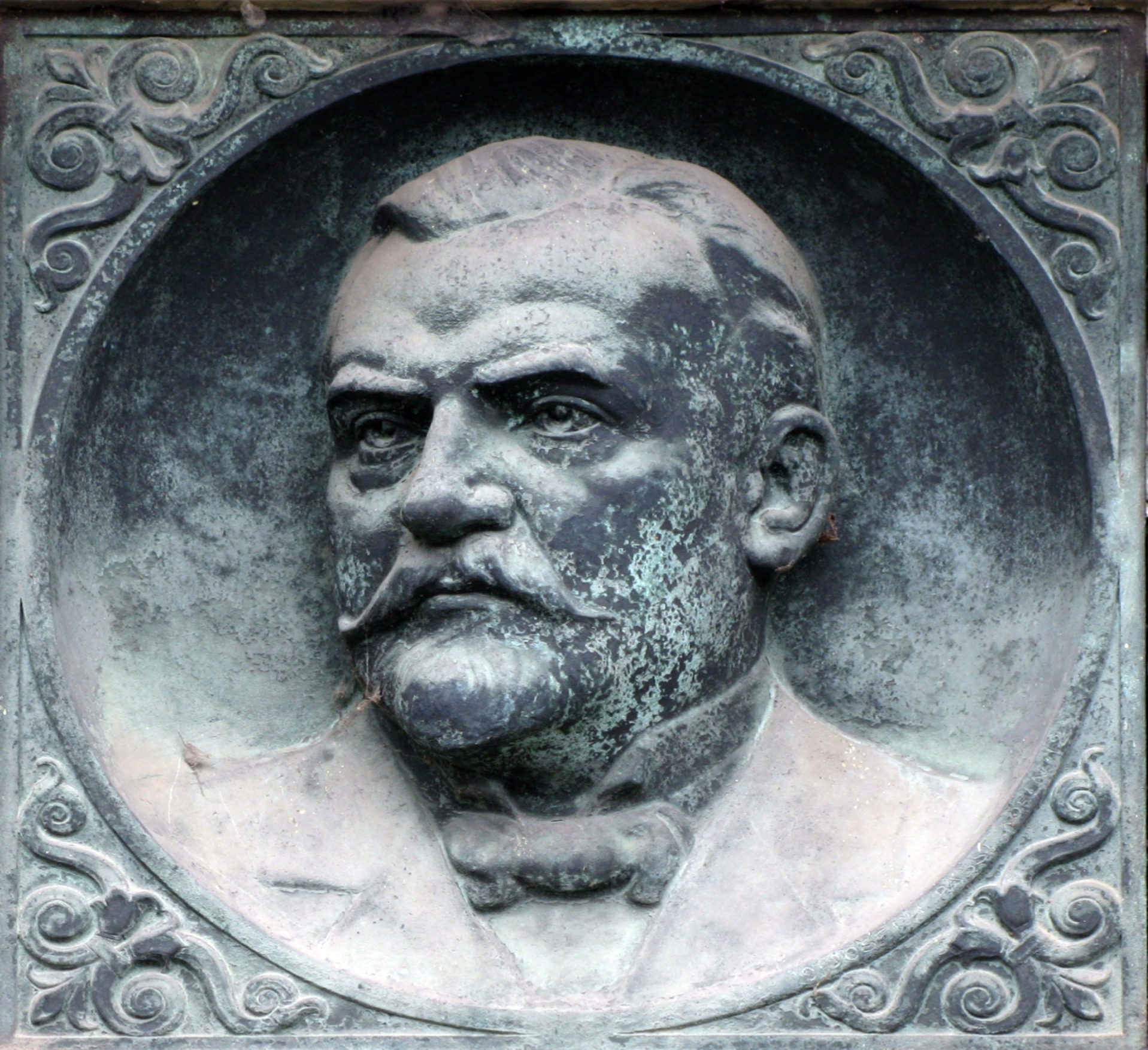
Kenotaph für Constantin Fahlberg
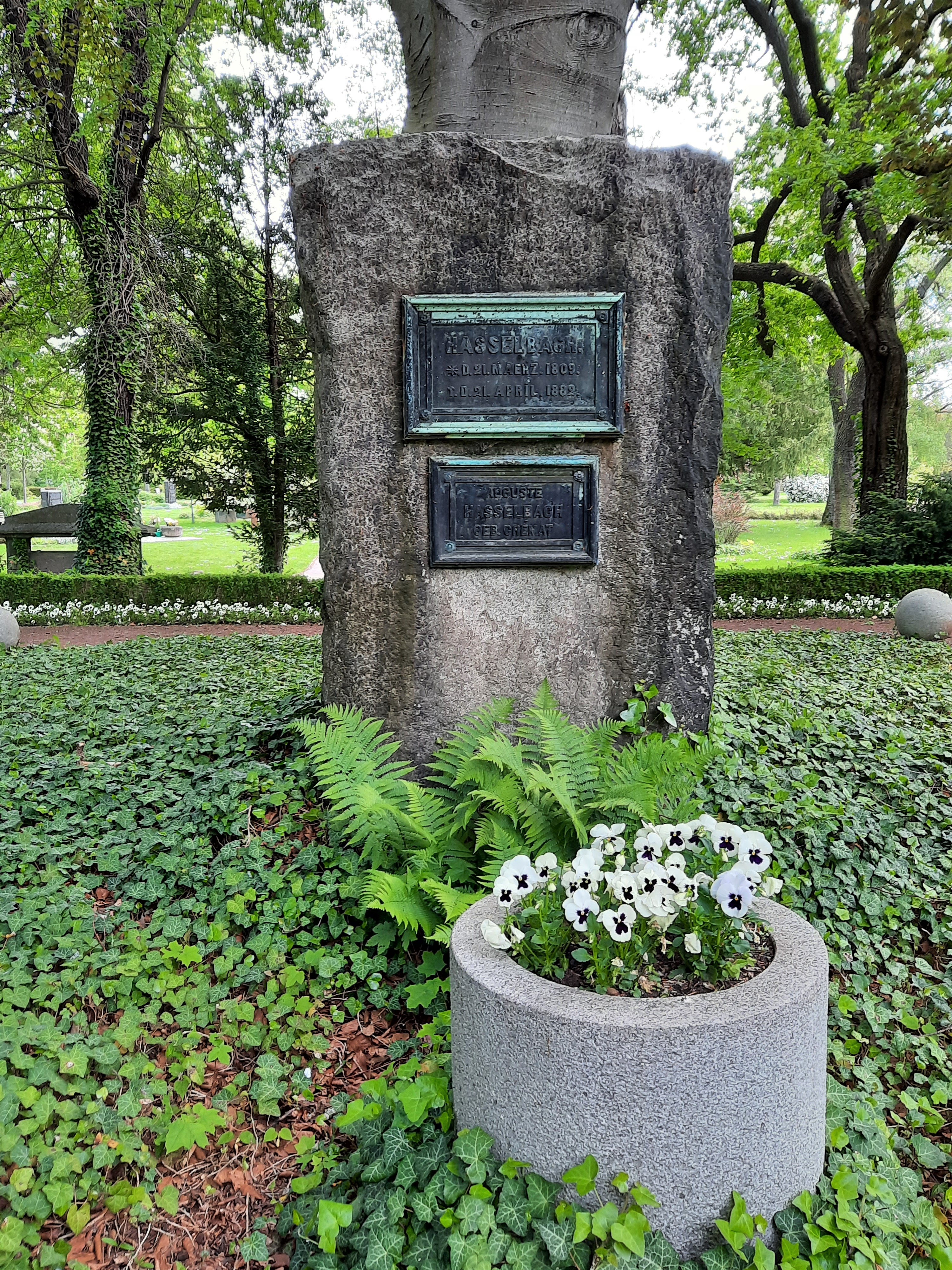
Grab Gustav Hasselbach
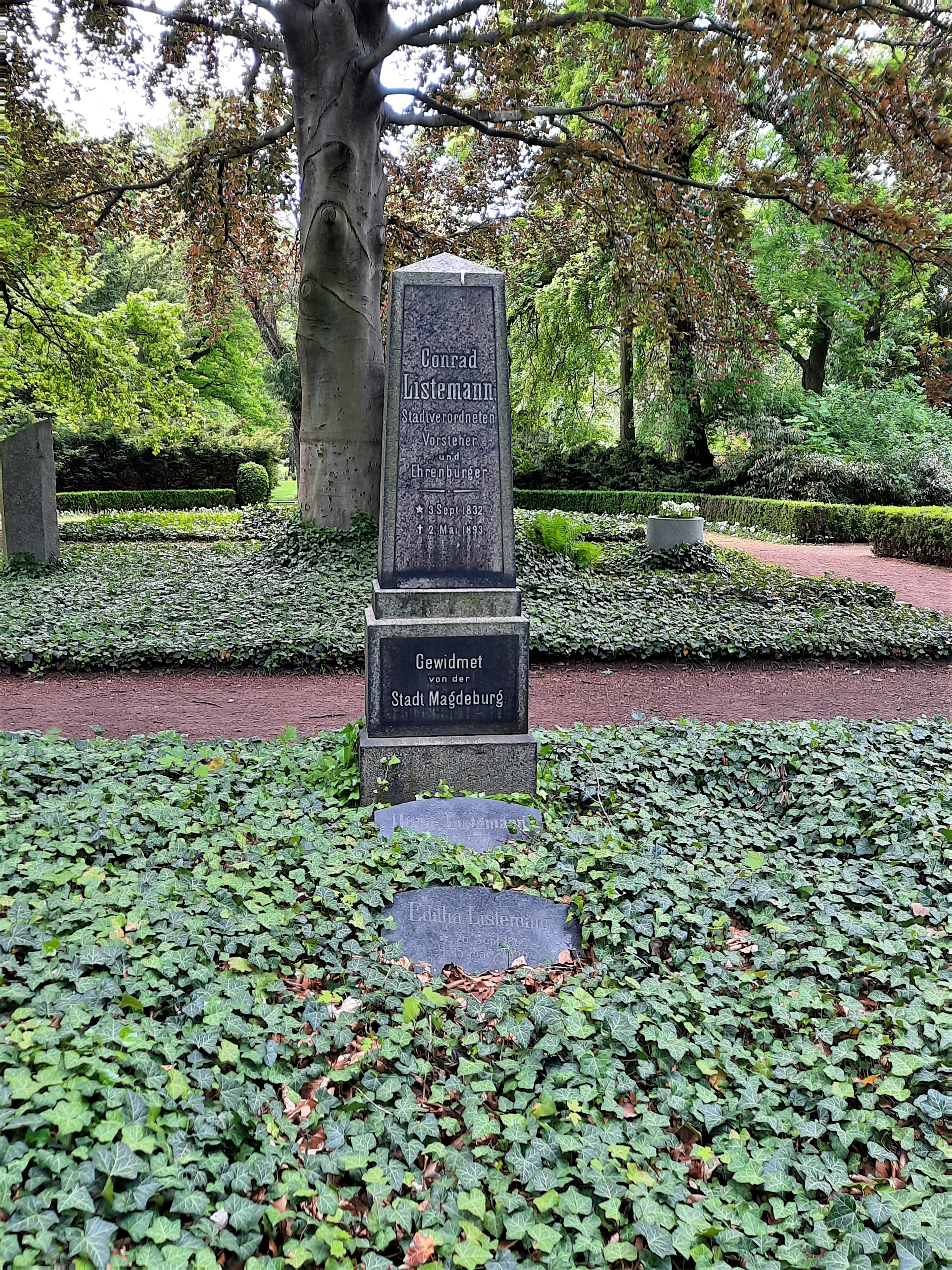
Grab Conrad Listemann
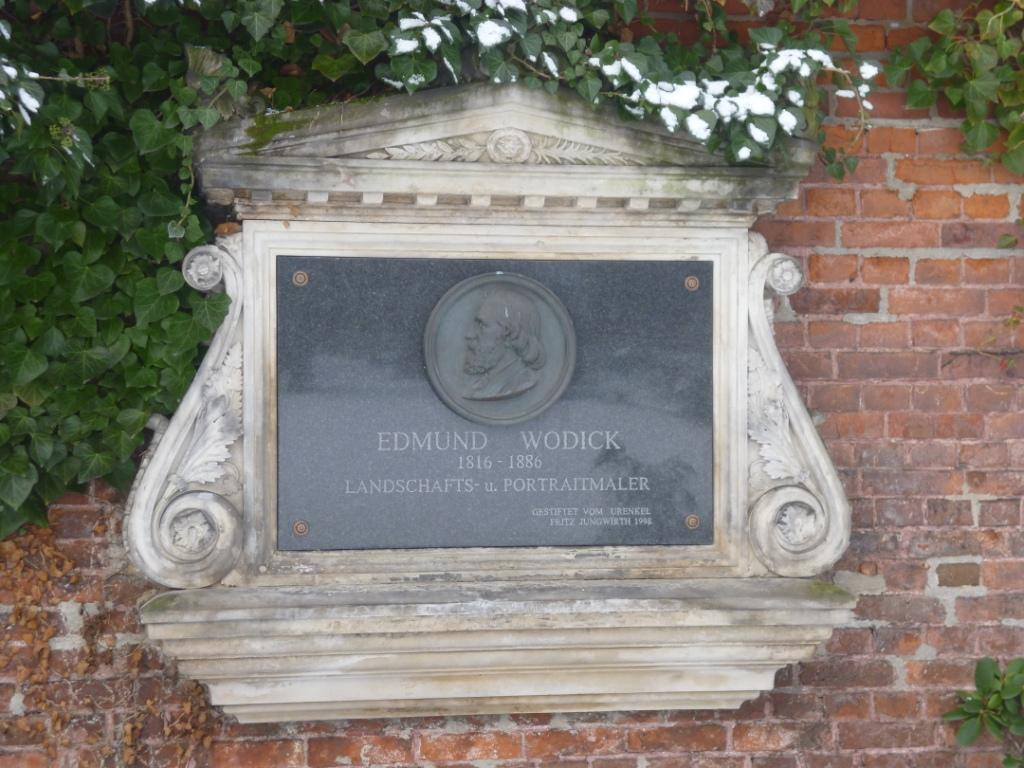
Grabmal von Edmund Wodick